# Cratere Neper
Neper è un grande cratere lunare di 144,32 km situato nella parte nord-orientale della faccia visibile della Luna.